# Golfo

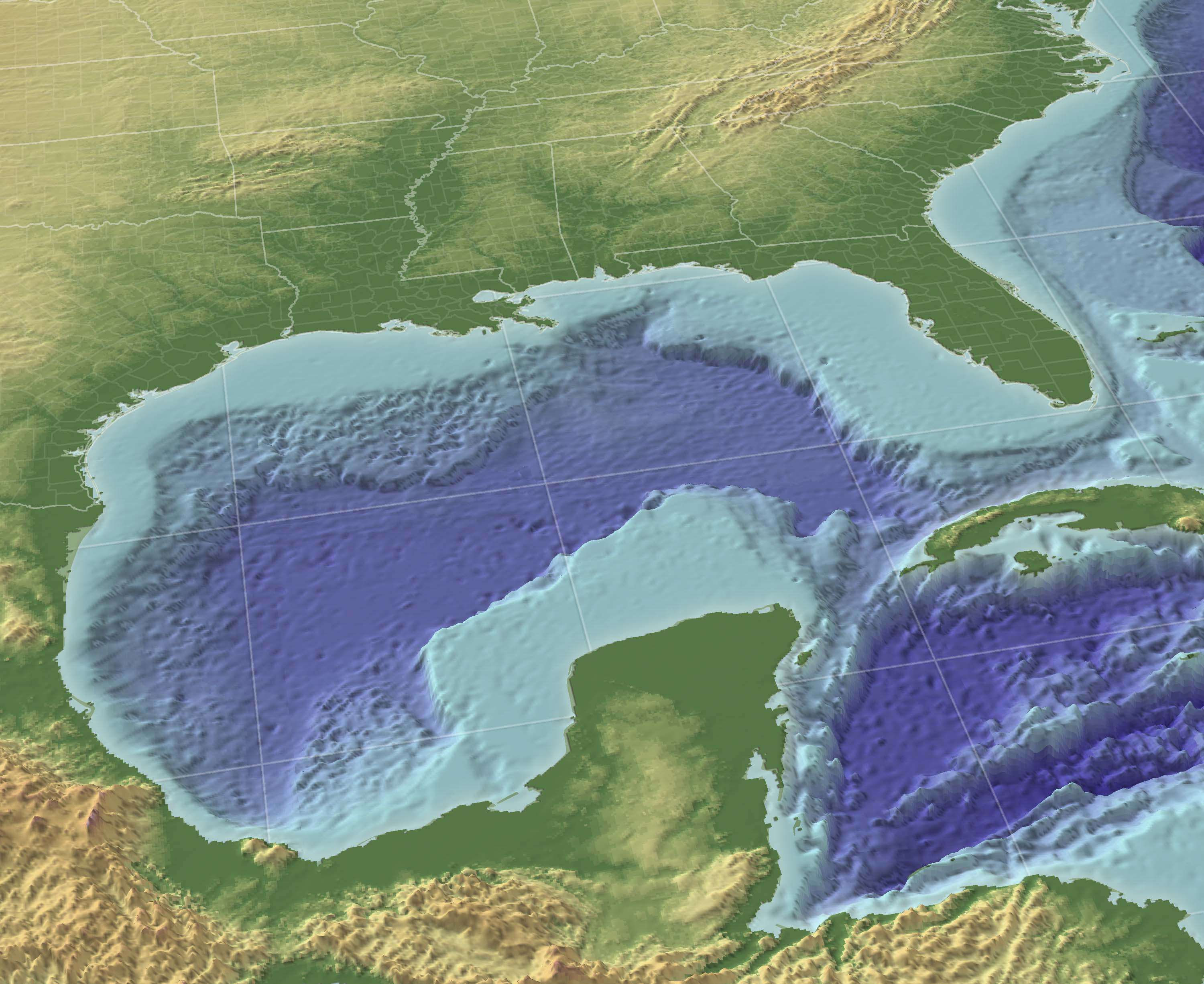
Golfo de México.

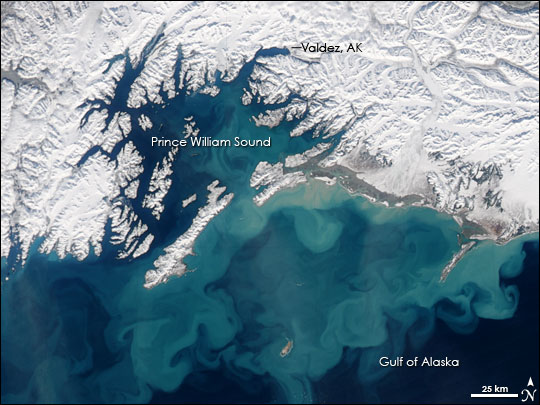
Golfo de Alaska.

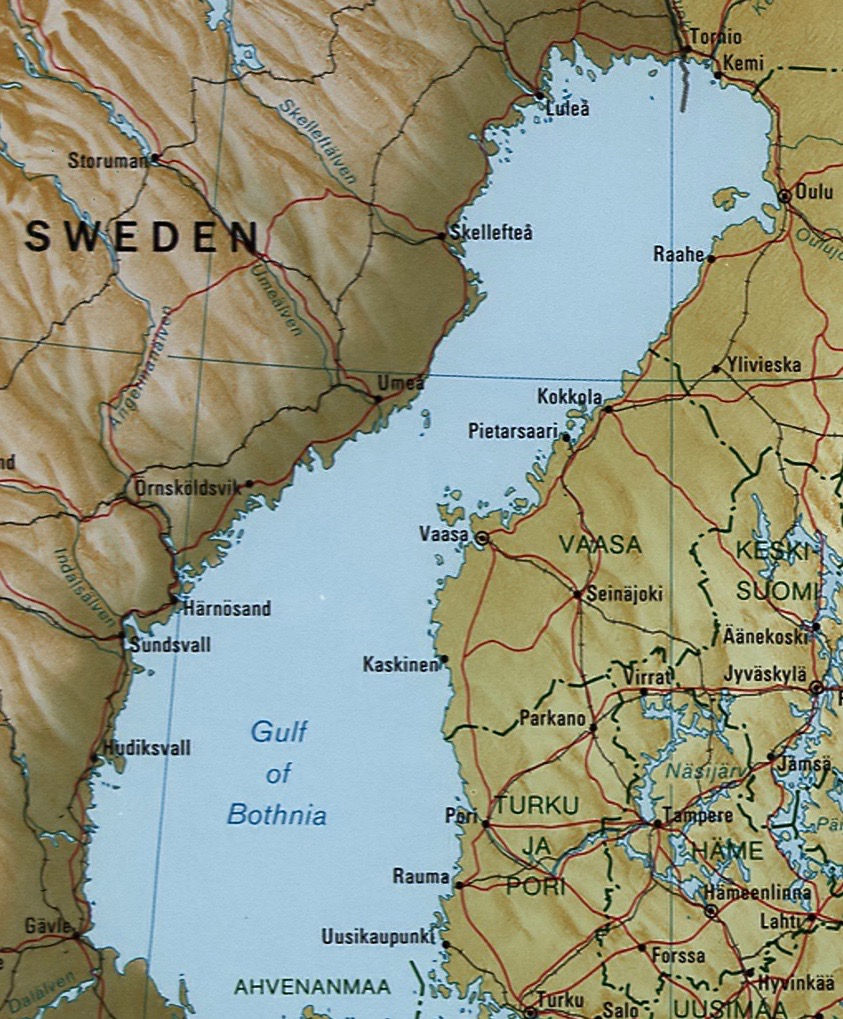
Golfo de Botnia.

Un golfo es una abertura geográfica costera desde un océano o un mar hacia la masa terrestre, encerrada por cabos de tierra. Típicamente presentan una abertura más estrecha que la de una bahía; aunque esto no es observable en todas las áreas geográficas así nombradas, se entiende que las bahías son de menor extensión.
El término golfo se usó tradicionalmente para grandes cuerpos de agua salada navegables y muy dentados que están rodeados por la costa. Muchos golfos son áreas de navegación importantes, como el golfo Pérsico, el golfo de México, el golfo de Finlandia y el golfo de Adén.

## Descripción
Los golfos que dependen de otros golfos o bahías, o que son de menor tamaño o profundidad, reciben los nombres de «golfete», «ensenada», «rada», «cala» o «caleta».
Este tipo de accidentes geográficos tiene una gran importancia estratégica y económica, ya que, normalmente, son lugares ideales para la construcción de puertos y diques.